# Pesqueira
Pesqueira, amtlich portugiesisch Município de Pesqueira, ist eine Gemeinde (município) im brasilianischen Bundesstaat Pernambuco mit zum 1. Juli 2021 geschätzten 68.067 Einwohnern, die Pesqueirenser (pesqueirenses) genannt werden und auf einer Gemeindefläche von rund 980,9 km² leben.

## Geographie
Das im Biom Caatinga des nordostbrasilianischen Sertão gelegene Município wird vom Rio Ipanema und vom Rio Ipojuca durchflossen.
Umliegende Gemeinden sind im Norden Poção mit Grenze zu Paraíba, im Süden Venturosa und Alagoinha, im Osten Sanharó, Capoeiras, São Bento do Una und Belo Jardim und im Westen Arcoverde und Pedra.

## Geschichte
Die Geschichte der Stadt geht auf das 17. Jahrhundert zurück. Ende 1659 oder Anfang 1660 wurde durch Pater João Duarte do Sacramento eine Missionsstation der Kongregation Oratorium für die Cariri errichtet. Die Stadtgründung erfolgte 1762 unter dem Namen Cimbres. Stadtpatronin ist die heilige Agatha von Catania (portugiesisch Santa Águeda).
1918 wurde Pesqueira Sitz der gleichnamigen Diözese.
Im Gemeindegebiet siedelt in 24 Dörfern (aldeias) mit etwa 9000 Menschen die Ethnie der Xucuru. Die Gemeinde hält rund 96 % des Terra Indígena Xucuru.

## Demografie

### Bevölkerungsentwicklung
| Jahr | Einwohner               | Stadt  | Land   |
| --- | ----------------------- | ------ | ------ |
| 1872 | 11.373 (Sklaven: 1.155) | ?      | ?      |
| 1900 | 23.195                  | ?      | ?      |
| 1920 | 45.513                  | ?      | ?      |
| 1940 | 52.854                  | 13.794 | 39.060 |
| 1950 | 48.584                  | 16.298 | 32.286 |
| 1960 | 44.561                  | 22.904 | 21.657 |
| 1970 | 49.687                  | 27.817 | 21.870 |
| 1980 | 52.281                  | 32.747 | 19.534 |
| 1991 | 57.622                  | 39.341 | 18.281 |
| 2000 | 57.721                  | 40.991 | 16.730 |
| 2010 | 62.793                  | 45.026 | 17.767 |
| 2021 | 68.067                  | ?      | ?      |
| Die zur Anzeige dieser Grafik verwendete Erweiterung wurde dauerhaft deaktiviert. Wir arbeiten aktuell daran, diese und weitere betroffene Grafiken auf ein neues Format umzustellen. (Mehr dazu) |                         |        |        |

Quelle: IBGE (2011)

### Ethnische Zusammensetzung
Ethnische Gruppen nach der statistischen Einteilung des IBGE (Stand 2000 mit 57.721 Einwohnern, Stand 2010 mit 62.931 Einwohnern):
| Gruppe      | Anteil 2000      | Anteil 2010        | Anmerkung                        |
| ----------- | ---------------- | ------------------ | -------------------------------- |
| Brancos     | 22.365 (38,75 %) | ▼ 19.762 (31,40 %) | Weiße, Nachfahren von Europäern  |
| Pardos      | 29.846 (51,88 %) | ▲ 31.695 (50,36 %) | Mischrassige, Mulatten, Mestizen |
| Pretos      | 2.555 (4,43 %)   | ▼ 1.452 (2,31 %)   | Schwarze                         |
| Amarelos    | 105 (0,18 %)     | ▲ 504 (0,80 %)     | Asiaten                          |
| Indígenas   | 2.455 (4,25 %)   | ▲ 9.519 (15,13 %)  | indigene Bevölkerung             |
| ohne Angabe | 295              | –                  |                                  |

## Sehenswürdigkeiten

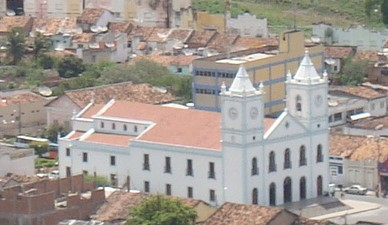
Catedral Santa Águeda
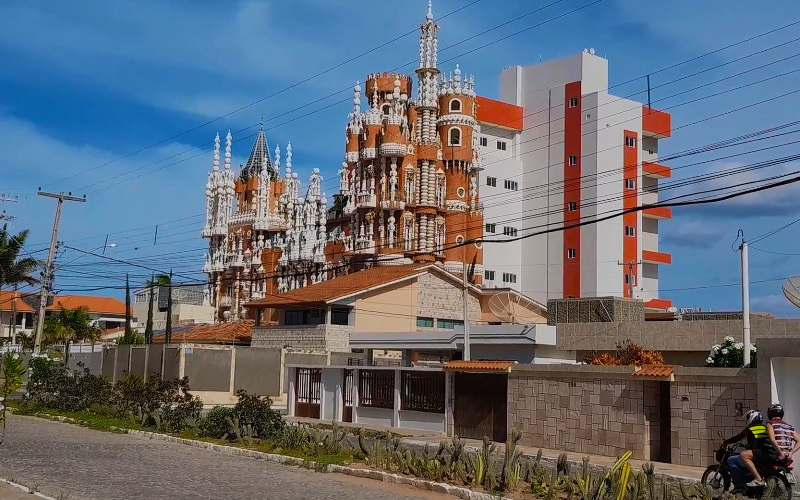
Castelo de Pesqueira

## Söhne und Töchter
- Joaquim Arcoverde de Albuquerque Cavalcanti (1850–1930), römisch-katholischer Geistlicher, Erzbischof von São Sebastião do Rio de Janeiro
- André Arcoverde de Albuquerque Cavalcanti (1878–1955), römisch-katholischer Geistlicher, Bischof von Taubaté
- Luís Cristóvão dos Santos (1916–1997), Soziologe und Anthropologe
- Carlos Ruiter de Oliveira Santos (* 1943), ehemaliger Fußballspieler
- José Santana (* 1999), Zehnkämpfer